# Resolutie 435 Veiligheidsraad Verenigde Naties
Resolutie 435 van de Veiligheidsraad van de Verenigde Naties werd op 29 september 1978 aangenomen. Dit gebeurde met twaalf stemmen voor, geen tegen en de onthoudingen van Tsjechoslowakije en de Sovjet-Unie. China nam niet deel aan de stemming. 
De resolutie richtte de UNTAG-vredesmacht in Zuidwest-Afrika op.

## Achtergrond
De United Nations Transition Assistance Group of UNTAG moest vrije verkiezingen in Zuidwest-Afrika voorbereiden en erop toezien, alsook toezien op een staakt-het-vuren, de ontwapening van rebellen en de terugtrekking van Zuid-Afrikaanse troepen. Het Zuid-Afrikaanse bestuur in Namibië werd door de VN illegaal verklaard en de Zuid-Afrikaanse aanwezigheid werd een vorm van bezetting genoemd. Zuid-Afrika werd opgeroepen zich terug te trekken, teneinde Namibië te verzelfstandigen.
Pas in 1988 werd een staakt-het-vuren bereikt en kon UNTAG ontplooid worden. De verkiezingen gingen door in november 1989. Hierna trok Zuid-Afrika zijn troepen terug en in maart 1990 was Namibië onafhankelijk.

## Inhoud
De Veiligheidsraad:
- Herinnert de resoluties 385, 431 en 432.
- Heeft het rapport en de verklaring van secretaris-generaal Kurt Waldheim overwogen.
- Neemt nota van contact tussen Zuid-Afrika en de secretaris-generaal.
- Neemt ook nota van de brief van de voorzitter van de Zuidwest-Afrikaanse Volksorganisatie aan de secretaris-generaal.
- Herbevestigt de juridische verantwoordelijkheid van de VN over Namibië.

1. Keurt het rapport van de secretaris-generaal over de uitvoering van het voorstel tot een oplossing voor de situatie met Namibië goed.
2. Herhaalt dat het doel is dat Zuid-Afrika zijn illegale bewind uit Namibië terugtrekt en de macht met VN-hulp overdraagt aan het Namibische volk.
3. Beslist een VN-Overgangsassistentiegroep op te richten voor twaalf maanden om de speciale VN-vertegenwoordiger te helpen met het verzekeren van onafhankelijk en verkiezingen in Namibië.
4. Verwelkomt de bereidheid van de Zuidwest-Afrikaanse Volksorganisatie om te helpen, waaronder het waarnemen van het staakt-het-vuren.
5. Roept Zuid-Afrika samen te werken met de secretaris-generaal aan de uitvoering van deze resolutie.
6. Verklaart dat alle handelingen van het illegale bestuur in Namibië met betrekking tot de verkiezingen nietig zijn.
7. Vraagt de secretaris-generaal om tegen 23 oktober te rapporteren over de uitvoering van deze resolutie.

## Verwante resoluties
- Resolutie 431 Veiligheidsraad Verenigde Naties
- Resolutie 432 Veiligheidsraad Verenigde Naties
- Resolutie 439 Veiligheidsraad Verenigde Naties
- Resolutie 447 Veiligheidsraad Verenigde Naties

Lijst ·  423 ·  424 ·  425 ·  426 ·  427 ·  428 ·  429 ·  430 ·  431 ·  432 ·  433 ·  434 ·  435 ·  436 ·  437 ·  438 ·  439 ·  440 ·  441 ·  442 ·  443